# Ingatorps kyrka
Ingatorps kyrka är en kyrkobyggnad som tillhör Ingatorp-Bellö församling, Linköpings stift. Kyrkan ligger i Ingatorp, ca 10 km väster om Mariannelund i Eksjö kommun. På kyrkans kyrkogård står Kyrkboden i Ingatorp som enligt en dendrokronologisk analys från år 2008 är Sveriges äldsta daterade träbyggnad, som inte är en kyrka.

## Historik
På medeltiden fanns en kyrka på nuvarande kyrkas plats. Kunskaperna om denna byggnad är få, då det mesta arkivmaterial troligen försvann under danskarnas härjningar 1611. En byggnadsvisitation från 1670 beskriver kyrkan som huvudsakligen en panelklädd stenkyrka.
År 1755 revs delar av den äldre kyrkan och istället uppfördes ett nytt västparti av sten samt ett högt torn med spetsig spira. Byggmästare var Petter Frimodig från Linköping och bygget kostade 80 000 kronor. Redan 1834 byggdes en ny kyrka i nyklassicistisk stil med långhus och ett smalare halvrunt kor bredvid den gamla, som revs 1838. Tornet från 1755 behölls dock.
Allhelgonadagen 1911 klockan 8 på kvällen slog blixten ned i kyrktornet. Efter en timme hade kyrktornet rasat, först klockan 2 dagen därpå hade elden kvävts. En hel del av inredningen hade man hunnit rädda men kyrkklockorna hade fallit ned och smält i glödhögen. Kyrkans murar och den del av tornet som bestod av sten stod dock kvar, och kyrkan återuppbyggdes med tornets stil bevarad. År 1914 kunde kyrkan återinvigas.

## Bebyggelsen

### Kyrkobyggnaden
Ingatorps kyrka ritades av arkitekten Fredrik Falkenberg och är ett av landets främsta exempel på jugendstilen, nordisk stil. Idag är Ingatorps kyrka Falkenbergs främsta och bäst bevarade byggnadsverk. Kyrkorummet är färgstarkt och rikt dekorerat och försett med ett femdelat välvt tak. Här återfinns en mängd element som karakteriserar den nordiska stilen, som till exempel skulpterade djurhuvuden, ornament, främst i rött och blått, samt färgsättningen med ett grönlaserat trätak.
Inredningen ger ett enhetligt intryck då arkitekten även ritat altaruppsats, bänkinredning, läktare och orgelfasad. Triumfkrucifixet från 1400-talet som hänger i bågen mot koret och det senmedeltida altarskåpet i långhuset är från en tidigare kyrka på platsen. 1997 blev Ingatorps kyrka vald till Sveriges vackraste kyrka. Tävlingen "Kyrk-SM" anordnades av tidskriften "Året Runt". År 2001 belönades kyrkobyggnaden med Eksjö kommuns byggnadsvårdspris.

### Kyrkboden
På kyrkogårdens sydvästra södra sida står Ingartorps kyrkbod. En av stockarna är från ett träd som fälldes någon gång mellan 1219 och 1239. Det visade en dendrokronologisk analys som utfördes år 2008 av laboratoriet för vedanatomi vid Lunds universitet. Det innebär att Kyrkboden uppfördes vid denna tid och är därmed Sveriges äldsta daterade profana träbyggnad, eller Sveriges äldsta daterade träbyggnad, som inte är en kyrka. Byggnaden är ett kyrkligt kulturminne, tillkommen före utgången av år 1939. Intill Kyrkboden står tiondeboden som är betydligt yngre och uppfördes 1773.

## Inventarier
- Altarskåp av ek, nordtyskt arbete från 1528.
- Triumfkrucifix från 1400-talet.
- Dopfunt skänkt av Gerhard von Schaar, Ryssebo, 1766.

## Interiör, bilder

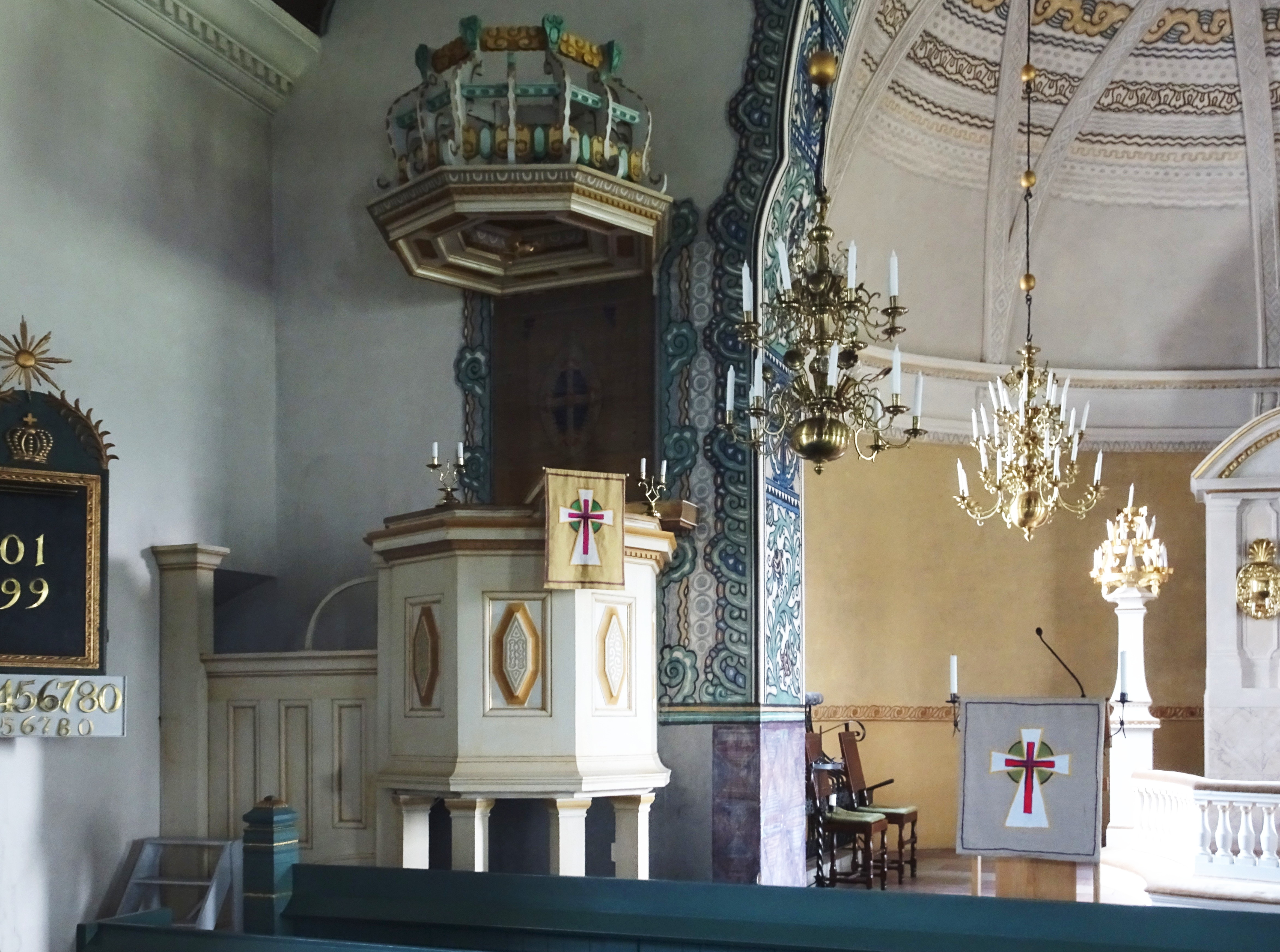
Predikstolen.
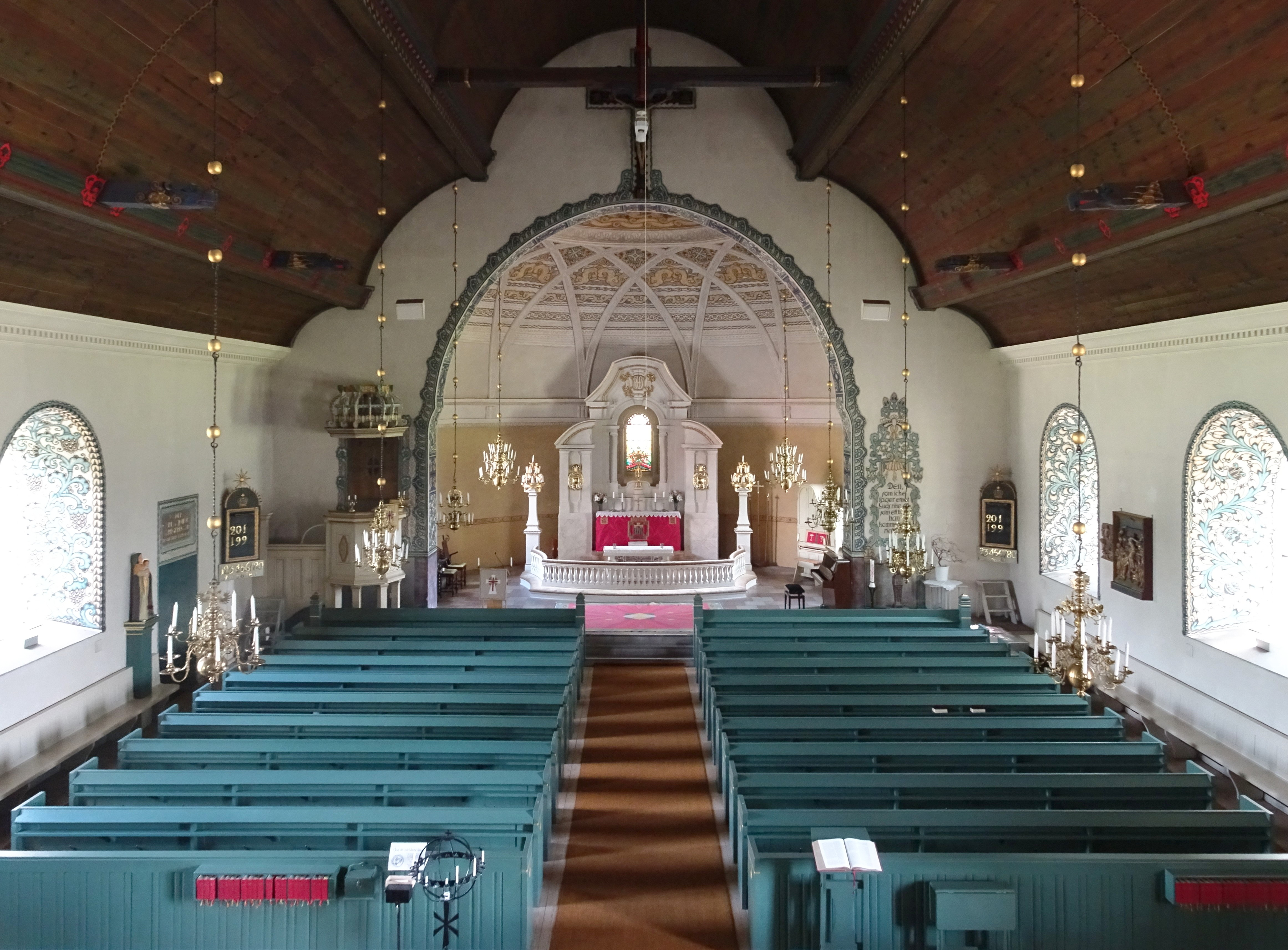
Långhus med kor och korabsid.
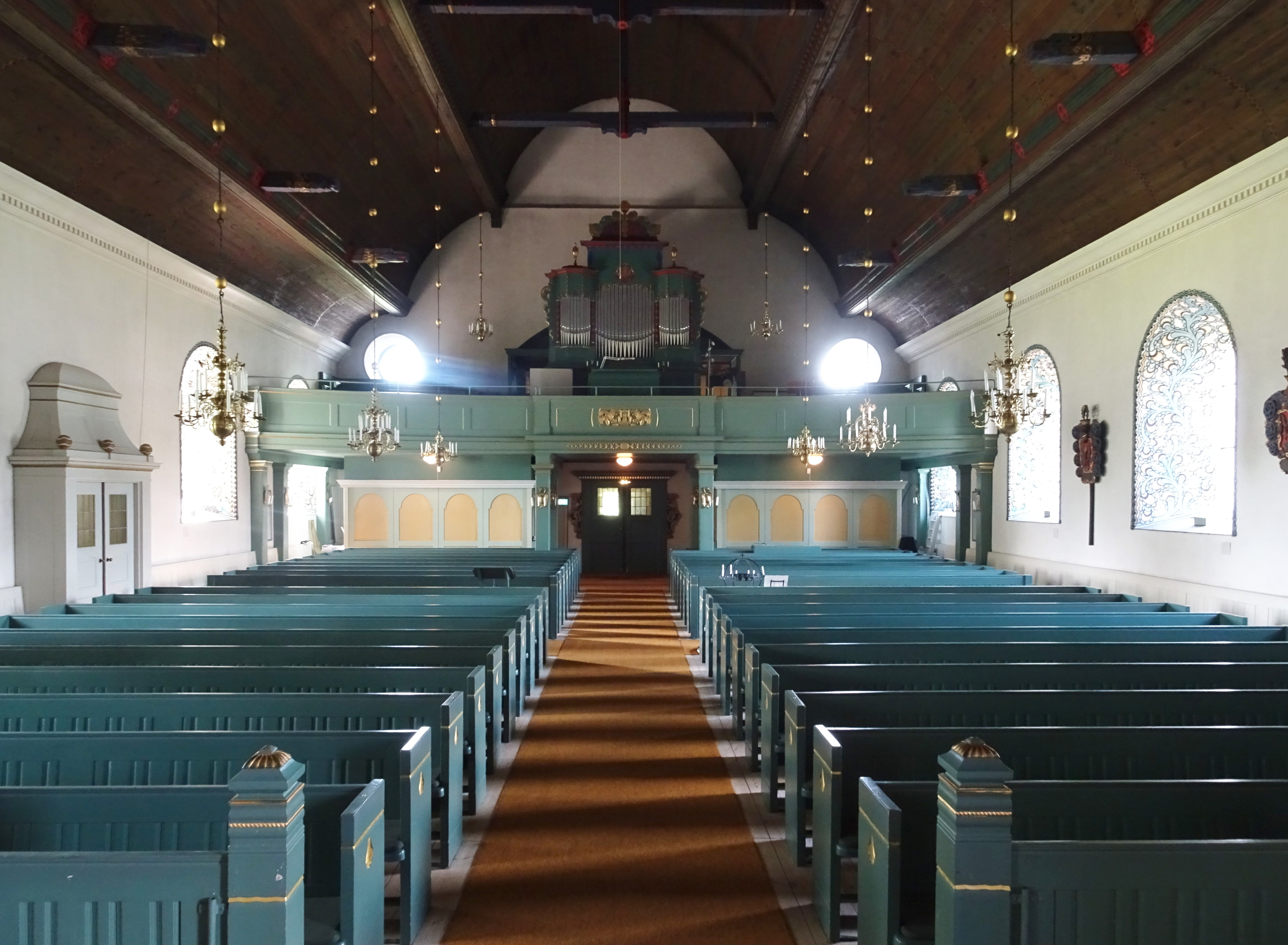
Vy mot läktaren.
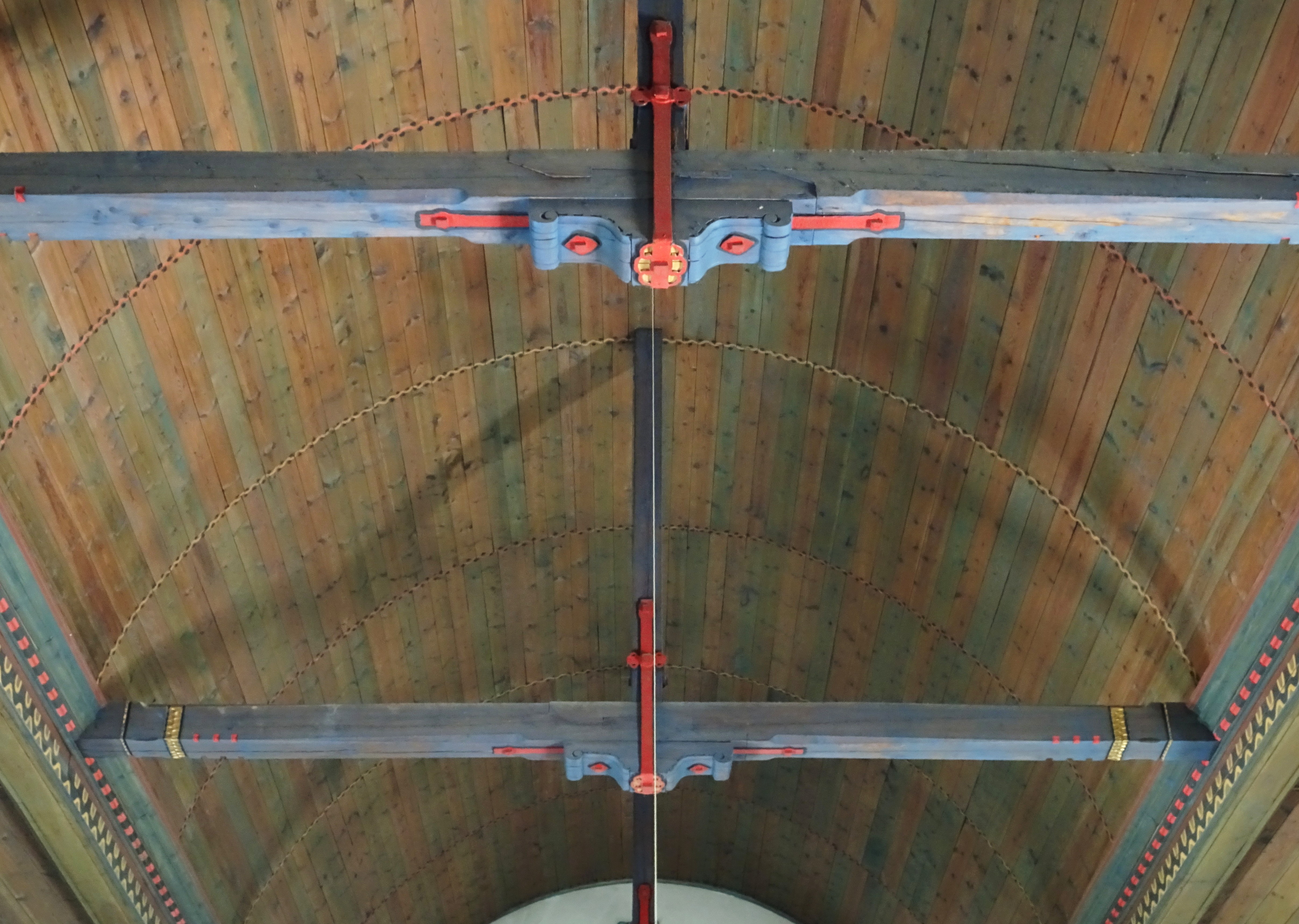
Takstol och tunnvalv.
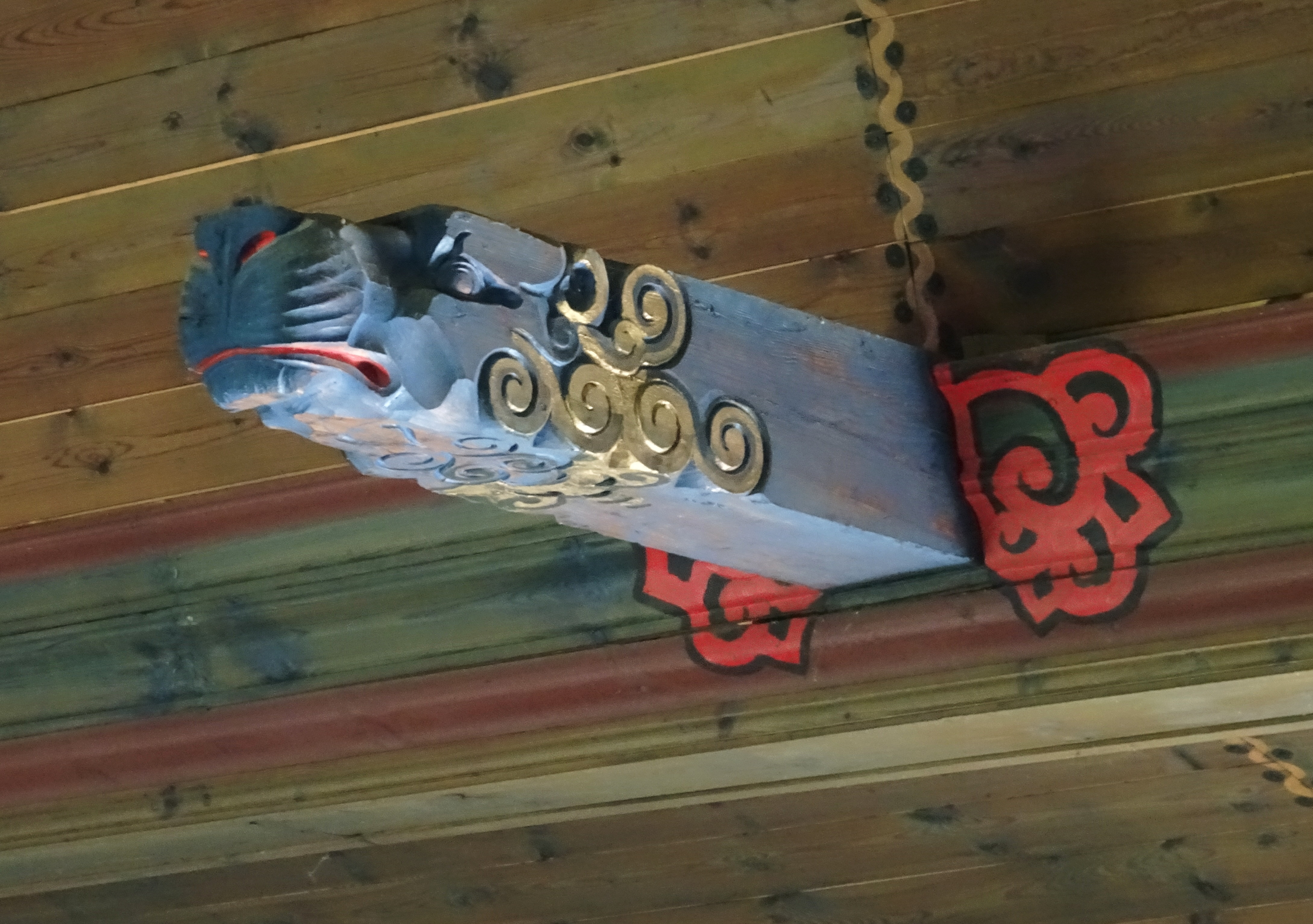
Takbjälke format som djurhuvud.

## Orglar

### Läktarorgel
Kronologi:

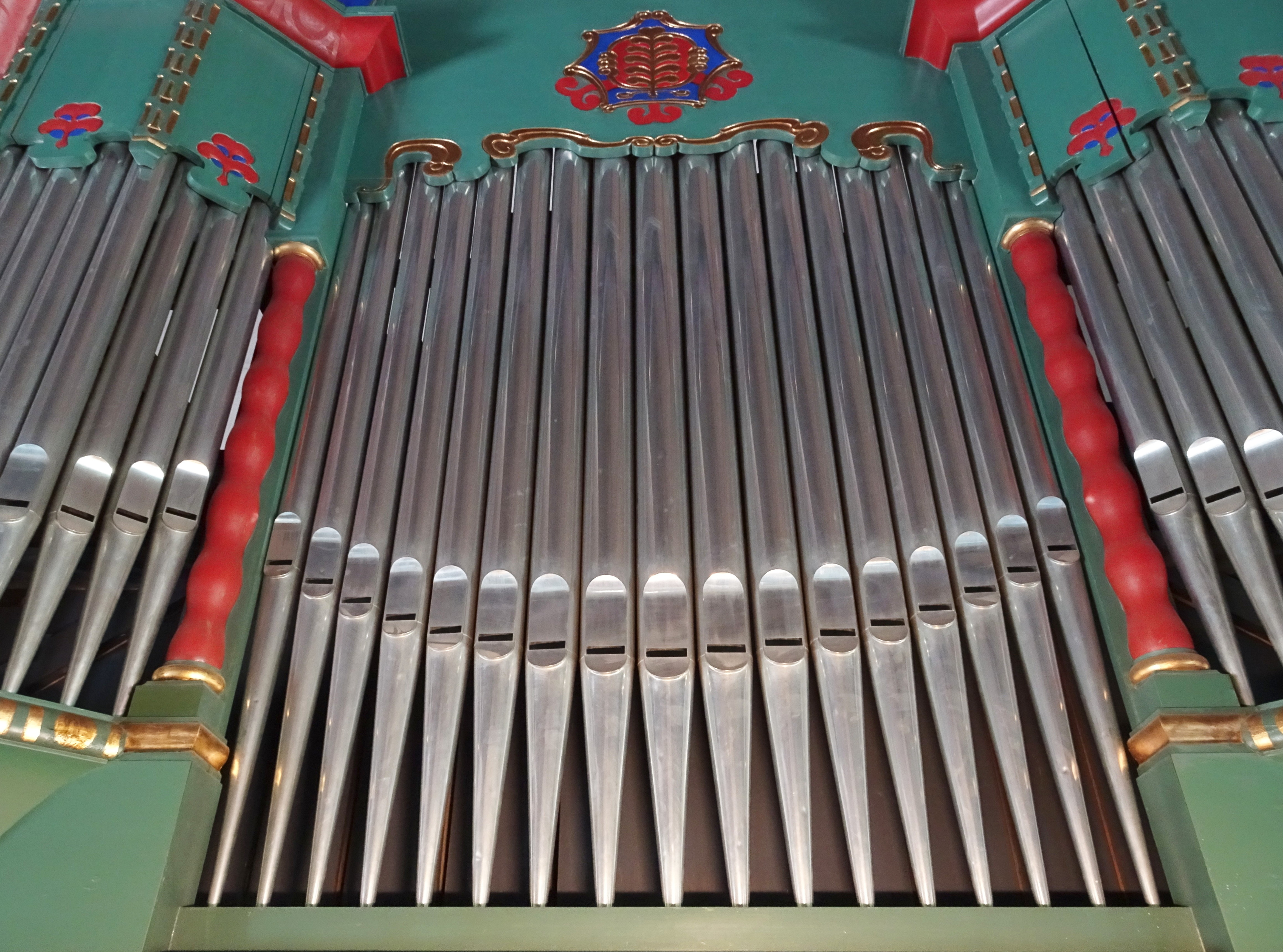
Läktarorgeln, orgelstämmor.

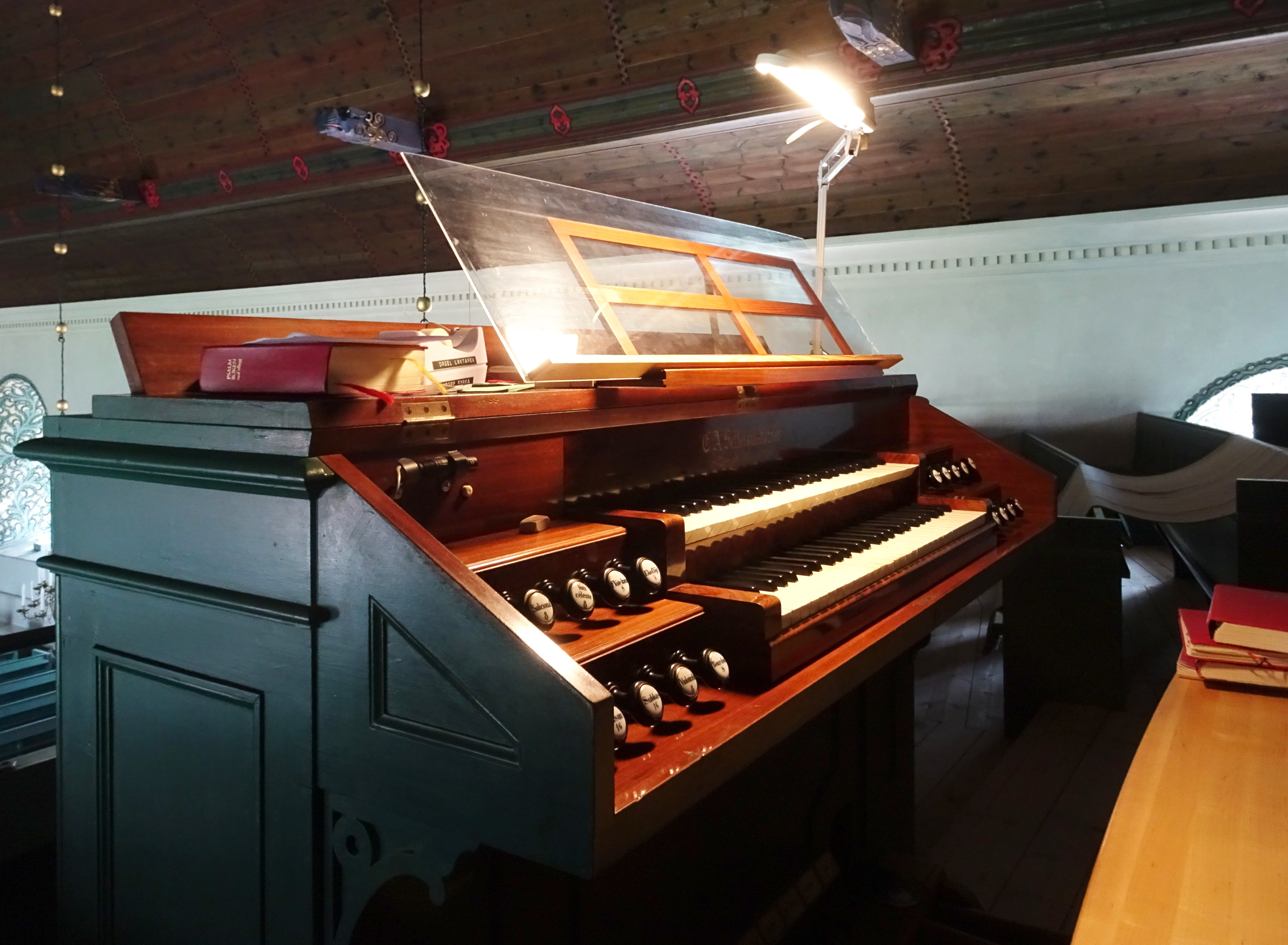
Läktarorgeln, manualer.

- 1719 Orgelbyggaren Johan Åhrman bygger ett nytt verk med 8 orgelstämmor. Orgeln utökas med Trumpet av Lars Wistrand.[3]

- 1839 Sven Nordström, Norra Solberga, bygger en 10-stämmig helmekanisk orgel.
- 1914 Firma E. A. Setterquist & Son, Örebro, bygger en ny tvåmanualig mekanisk orgel med rooseweltlådor. Orgeln har fasta kombinationer och ett tonomfång på 56/30.
- 1958 orgelbyggare Bernhard Svensson, Oskarshamn, byter ut några stämmor: i första manualen Trumpet 8' och Gamba 8' mot Mixtur III ch. och Flöjt 4', i andra manualen Salicional 8', Basetthorn 8' och Voix céleste 8' mot Principal 4', Regal 8' och Blockflöjt 2', i pedalen Violoncelle 8' mot Nachthorn 4'.
- 1989 Firma Åkerman & Lund, Knivsta renoverar orgeln och återställer dispositionen från 1914.

Ursprunglig disposition 1914 & nuvarande:
| Huvudverk I C-g³       | Svällverk II C-g³   | Pedal C-f¹     | Koppel           |  |
| Borduna 16'            | Basetthorn 8'       | Subbas 16'     | II/I             |  |
| Principal 8'           | Flûte harmonique 8' | Violoncelle 8' | 4' I/I           |  |
| Rörflöjt 8'            | Salicional 8'       | Bourdon 8'     | 16' II/I         |  |
| Gamba 8'               | Voix céleste 8'     | Basun 16'      | I/P              |  |
| Octava 4'              | Ekoflöjt 4'         |                | II/P             |  |
| Qvinta 3' (eg. 2 2/3') |                     |                |                  |  |
| Octava 2'              |                     |                |                  |  |
| Trumpet 8'             | Crescendosvällare   |                | Registersvällare |  |

### Korpositiv
- Ett mekaniskt orgelpositiv inköptes 1974 från J. Künkels Orgelverkstad.

| Manual       |
| Gedackt 8'   |
| Rörflöjt 4'  |
| Principal 2' |
| Oktava 1'    |